# Desant

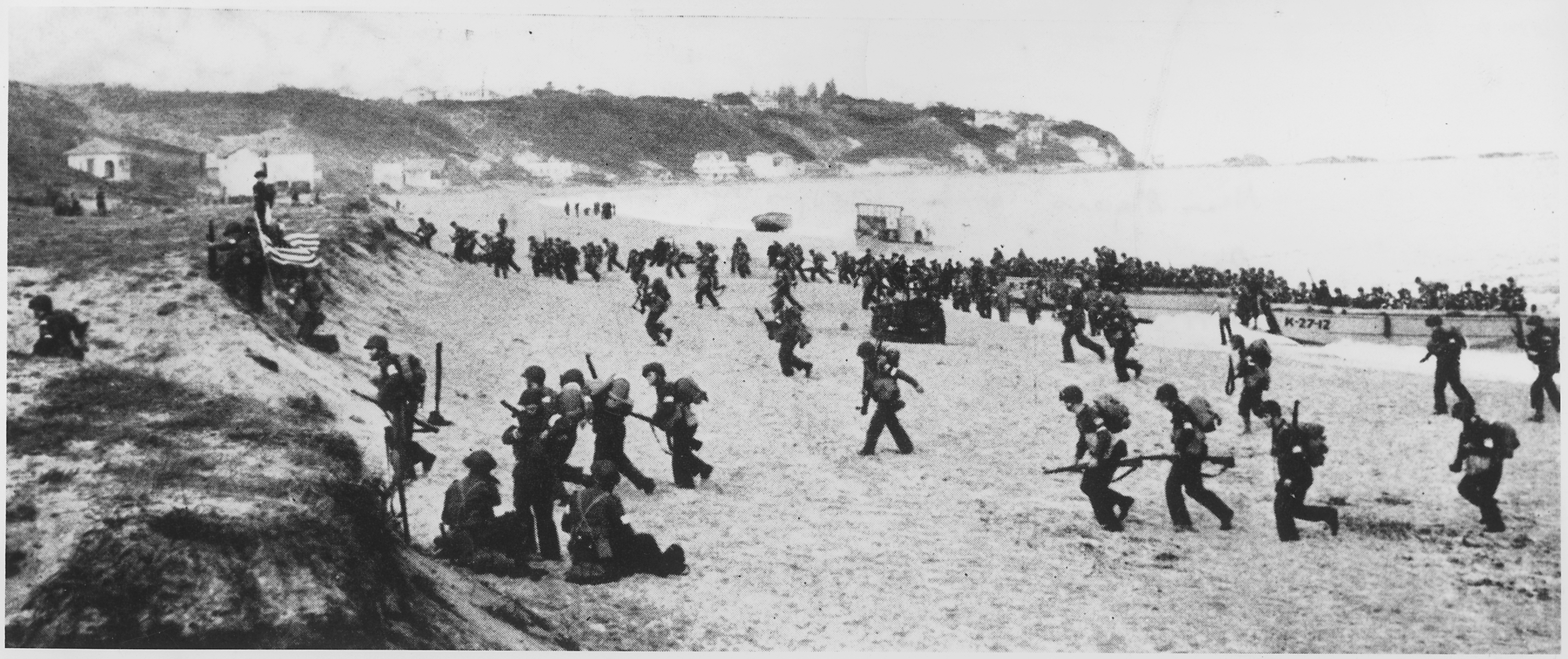
Desant morski w trakcie operacji Torch

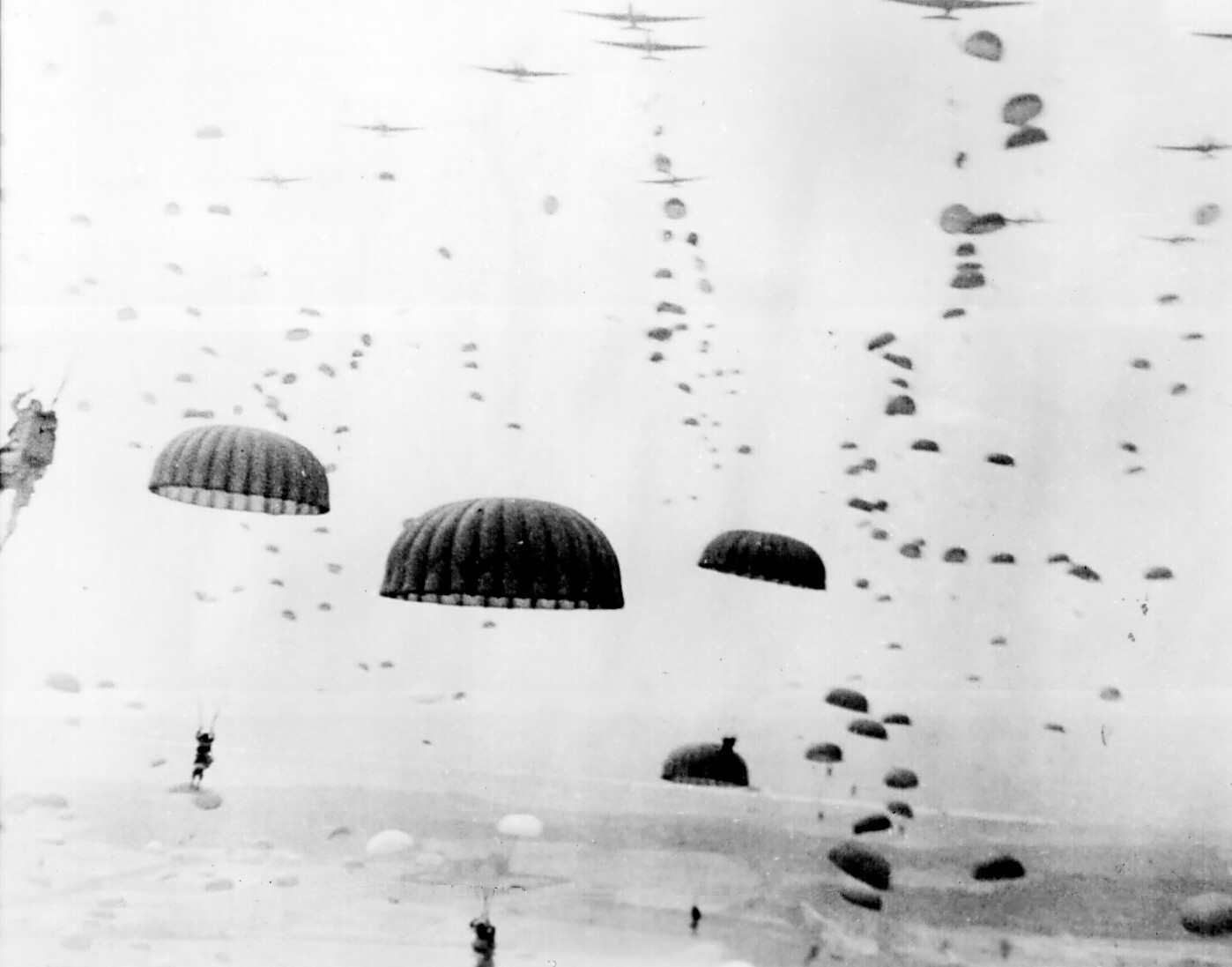
Desant powietrzny w trakcie operacji Market Garden

Desant – operacja taktyczna przeniesienia wojsk na teren przeciwnika, w celu wykonania określonego zadania, najczęściej opanowania terenu przeciwnika lub uchwycenia punktów o istotnym znaczeniu.
Rozróżnia się desanty: strategiczne, operacyjne lub taktyczne. W zależności od wykorzystanego do tego celu środka transportu wyróżnia się desant morski lub powietrzny (szybowcowy, spadochronowy lub śmigłowcowy). Największym nowożytnym manewrem desantowym była powietrzno-morska operacja Overlord, rozpoczęta 6 czerwca 1944 mająca na celu zdobycie przyczółka i rozwinięcie drugiego frontu na terenie zachodniej Francji.

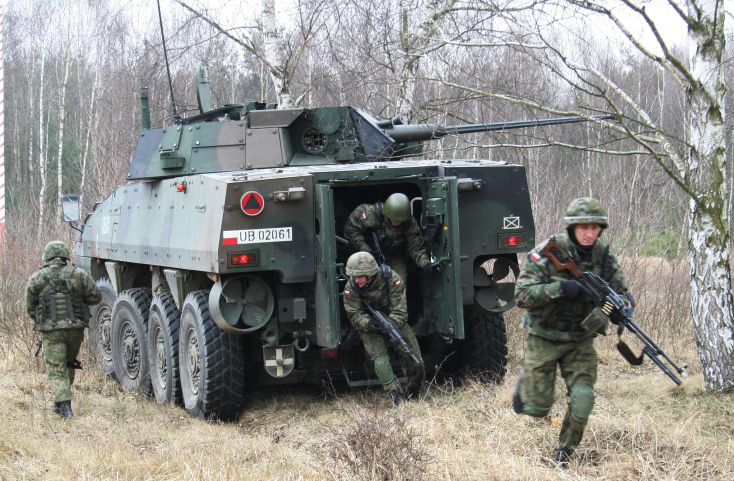
Spieszenie desantu z transportera KTO Rosomak

Mianem desantu określa się również żołnierzy piechoty zmotoryzowanej i zmechanizowanej transportowanych wozem bojowym lub transporterem opancerzonym z przeznaczeniem do spieszenia na czas walki.

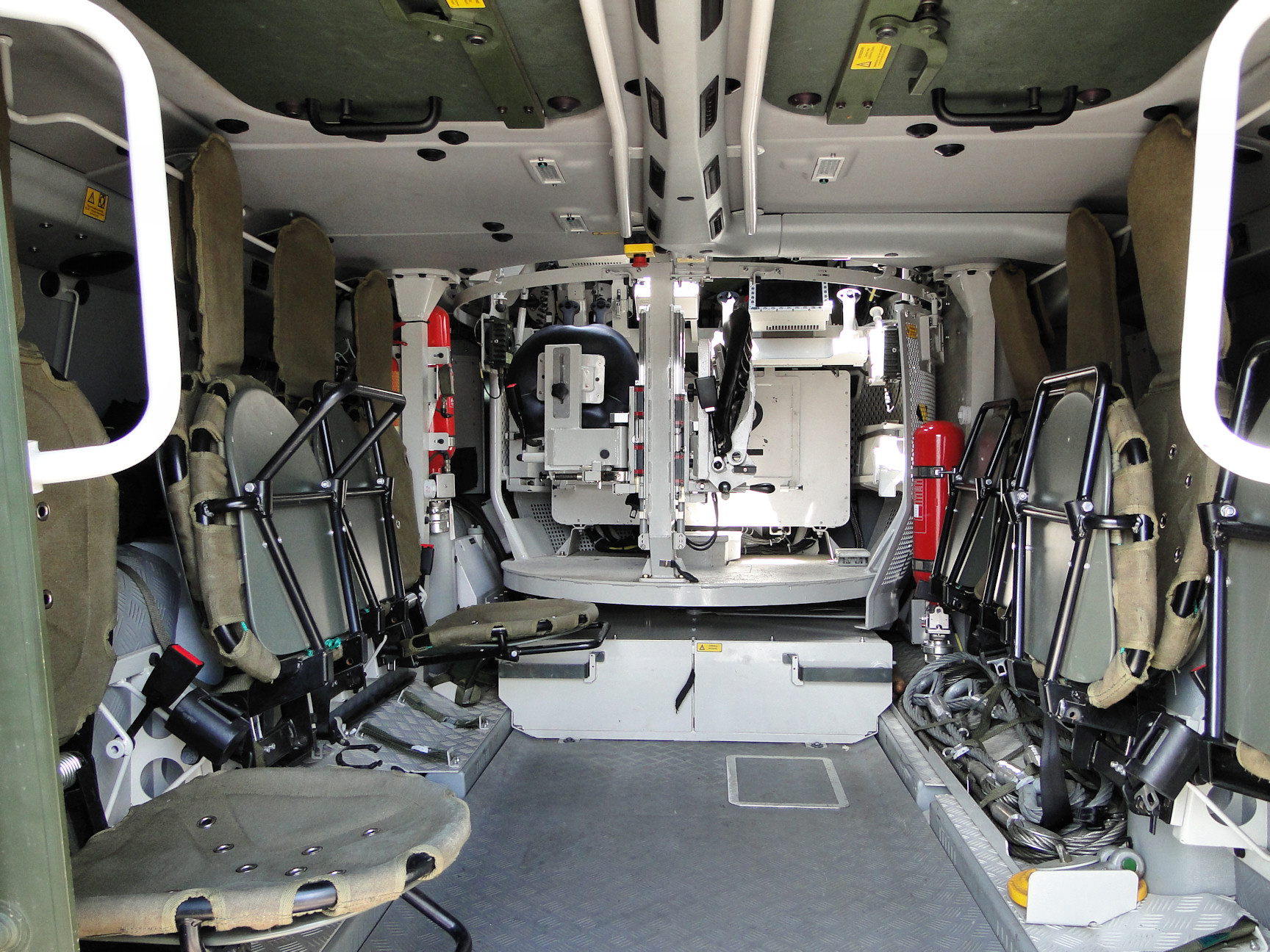
Przedział desantowy KTO Rosomak

Desant to także konstrukcyjna część bojowego wozu piechoty (transportera opancerzonego) przeznaczona do przewozu żołnierzy